# Chorley (borough)
Pour les articles homonymes, voir Chorley (homonymie).

Chorley dans le Lancashire.

Le borough de Chorley (anglais : Borough of Chorley) est un district non-métropolitain du Lancashire en Angleterre centré sur la ville de Chorley.

## Paroisses civiles

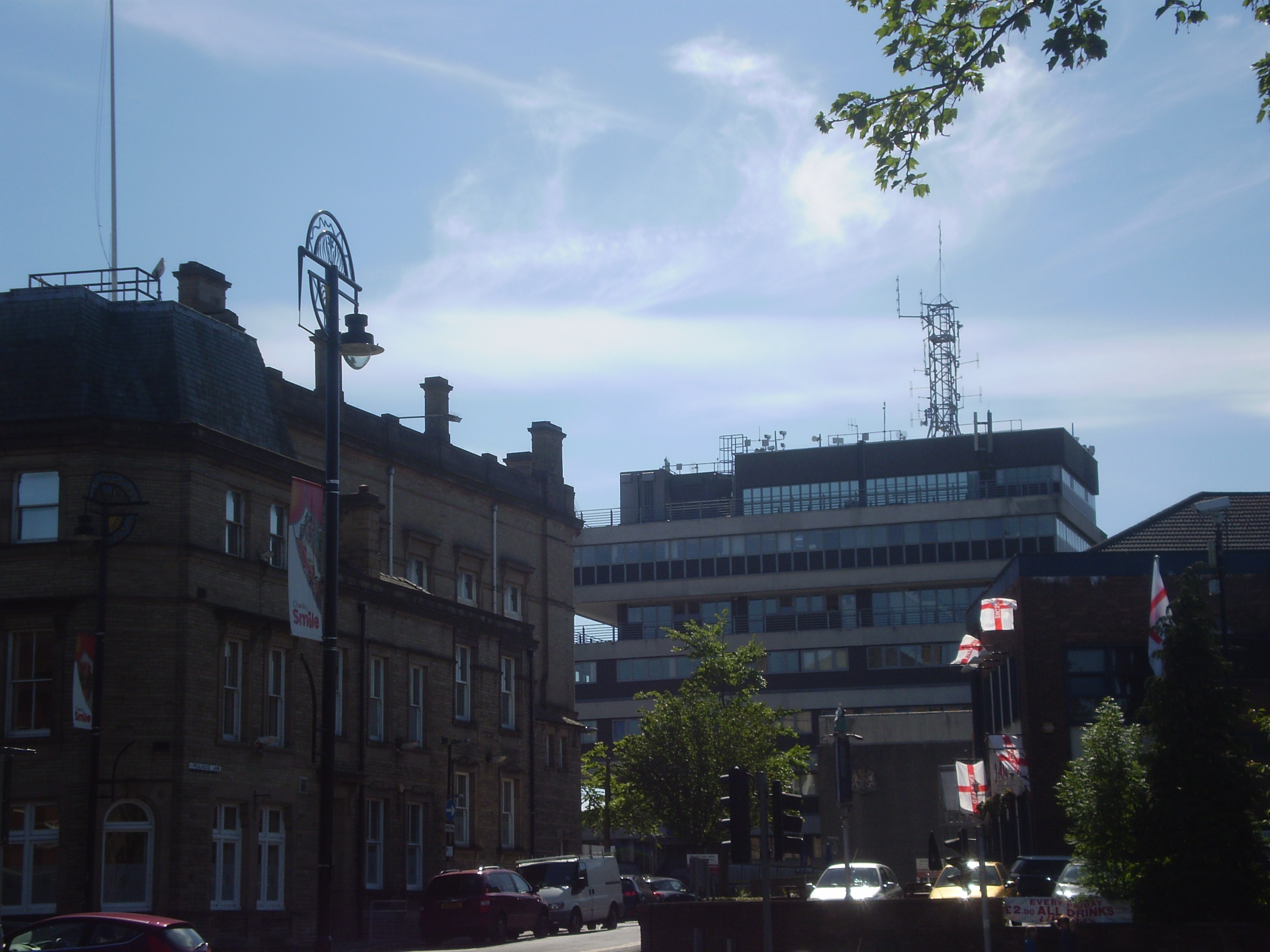
Le centre-ville de Chorley.

Le district compte 23 paroisses civiles : Adlington, Anderton, Anglezarke, Astley Village, Bretherton, Brindle, Charnock Richard, Clayton-le-Woods, Coppull, Croston, Cuerden, Eccleston, Euxton, Heapey, Heath Charnock, Heskin, Hoghton, Mawdesley, Rivington, Ulnes Walton, Wheelton, Whittle-le-Woods et Withnell.
Seule la ville de Chorley est en unparished area.

## Wards
Le district est composé de 20 wards :
1. Adlington et Anderton
2. Astley et Buckshaw
3. Brindle et Hoghton
4. Chisnall (Charnock Richard, Heskin et Coppull ouest)
5. Chorley est
6. Chorley nord-est
7. Chorley nord-ouest
8. Chorley sud-est
9. Chorley sud-ouest
10. Clayton-le-Woods et Whittle-le-Woods
11. Clayton-le-Woods nord
12. Clayton-le-Woods ouest & Cuerden
13. Coppull
14. Eccleston (Lancashire) & Mawdesley
15. Euxton nord
16. Euxton sud
17. Heath Charnock et Rivington
18. Lostock (Bretherton, Croston, et Ulnes Walton)
19. Pennine (Heapey et Anglezarke)
20. Wheelton et Withnell